# Riesi rosato
Il Riesi rosato è un vino a DOC che può essere prodotto nei comuni di Riesi, Butera, Mazzarino, tutti in provincia di Caltanissetta.

## Vitigni con cui è consentito produrlo
- Nero d'Avola dal 50 al 75%
- Nerello mascalese e Cabernet Sauvignon dal 25 al 50%
- altri vitigni, non aromatici, idonei alla coltivazione per la provincia di Caltanissetta, fino ad un massimo del 25%.

## Tecniche produttive
Il vino Riesi rosato deve essere prodotto con la tecnica della fermentazione "in rosato" oppure con la fermentazione di una miscela di uve bianche e nere.
Può essere commercializzato non prima del mese di febbraio dell'anno successivo alla vendemmia.

## Caratteristiche organolettiche
- colore: rosato più o meno intenso;
- profumo: fruttato, delicato, fine, fragrante;
- sapore: asciutto, delicato. Armonico, fresco, talvolta vivace;

## Produzione
Provincia, stagione, volume in ettolitri